# Baetis scambus
 (juillet 2024).
Si vous disposez d'ouvrages ou d'articles de référence ou si vous connaissez des sites web de qualité traitant du thème abordé ici, merci de compléter l'article en donnant les références utiles à sa vérifiabilité et en les liant à la section « Notes et références ».
Espèce
Baetis scambus est une espèce d'insectes de l'ordre des éphéméroptères.
Baetis scambus est d'apparence très proche de Baetis fuscatus, quoique légèrement plus petite.

## Caractéristiques physiques
- Nymphe : de 5 à 6,5 mm pour le corps
- Imago :
  - Corps : de 5,5 à 7 mm
  - Cerques : ♂ 11 à 12 mm, ♀ 9 à 10 mm
  - Ailes : de 6 à 7 mm

## Localisation
Baetis scambus est abondant sur tous les cours d'eau d'Europe, notamment sur les torrents et petits cours d'eau.

## Éclosion
Surtout de mai à mi-septembre, par petites éclosions bien distinctes.

## Systématique
Le nom valide complet (avec auteur) de ce taxon est Baetis scambus Eaton, 1870.
Baetis scambus a pour synonyme :
- Baetis hispanus Navás, 1915